# Донская флотилия
Донская флотилия (11 мая 1918 — 1919) — речная флотилия белого донского казачества (Всевеликого Войска Донского) во время гражданской войны в России. 
Флотилия помимо отряда речных кораблей, включала в свой состав Азовский морской отряд и морские железнодорожные батареи. В течение 1918 — 1919 годов оказывала содействие Донской армии.

## История
В начале 1918 года Военно-морское управление[уточнить] разработало план по созданию военного флота на реке Дон. Это было связано с тем, что вдоль реки были разбросаны почти все крупные станицы донских казаков, и таким образом, Дон выполнял роль главной транспортной магистрали.
11 мая 1918 года по инициативе и при участии инженера-механика старшего лейтенанта Евгения Николаевича Герасимова Военно-морским управлением Всевеликого Войска Донского под командованием контр-адмирала И. А. Кононова была сформирована Донская флотилия.
Возглавляли флотилию:
- с 11 мая 1918 Евгений Николаевич Герасимов, произведенный 12 мая в капитаны 2-го ранга;
- с октября 1918 года генерал-лейтенант корпуса гидрографов К. Н. Оглоблинский,
- контр-адмирал С. С. Фабрицкий.

Начальники штаба:
- с мая 1918 лейтенант Борис Яковлевич Ильвов[2]
- затем капитан 2-го ранга Владимир Викторович Гернет[источник не указан 4560 дней].

В состав флотилии были включены речные суда и баржи, оборудованные артиллерийским и пулемётным вооружением. Установка вооружения производилась под руководством капитана 1-го ранга Подгорного и контр-адмирала Кононова. Речные пароходы вооружались трёхдюймовыми орудиями и пулемётами. На большие стальные баржи с дизелями ставились шестидюймовые «канэ», привезённые из Севастополя, где их снимали с кораблей, машины которых взорвали англичане. Также вооружались тяжёлыми морскими шестидюймовыми орудиями и бронепоезда, успешно действовавшие в составе Донской и Добровольческой армий.
Первоначально в состав флотилии вошли следующие суда: океанская яхта «Пернач» (на которой размещался штаб флотилии), речные пароходы «Донец», «Кубанец», «Цымла», «Вольный казак» и «Новочеркасск» и 4 или 5 патрульных моторных катеров («Генерал Бакланов», «Казачка», «Ворон», «Атаман Каледин»).
Позже в состав флотилии вошли морские канонерские лодки «Христофор», «Сосиэте», «Эльпидифор», «№ 1», «№ 2» и «№ 3».
Из состава флотилии были списаны пароходы «Цымла», «Вольный казак» и катера «Генерал Бакланов» и «Ворон».
Возможно, также существовал дивизион гидропланов.
Суда флотилии применялись для поддержки боевых операций Донской армии. Речные пароходы применялись во время боев у станиц Цымлянская и Нижне-Курмоярская. Морские канонерки использовались для транспортировки из крымских и румынских портов орудий, самолетов, а также других видов оружия и военной техники.
В конце февраля 1919 года флотилия была реорганизована. Она была разделена на пять дивизионов: три речных и два морских:
1-й дивизион в составе «К-1», «K-2 Донец», «К-3», «K-4 Кубанец»
2-й дивизион в составе «K-5», «K-6 Богатырь», «K-7», «K-8 Ростов» и пароход связи,
3-й дивизион в составе «K-9 Каледин», «K-10 Ваня», «K-11 Гельвеция» и «К-12 Амалия»,
4-й дивизион в составе «Амур К-14», «К-15 Парамонов», «K-16», «K-17» и пароход связи,
5-й дивизион в составе «Колхида К-18», «К-19 Донские гирла» и «К-20».
Донская флотилия под командой адмирала Фабрицкого вела постоянные бои с большевиками, а в 1919 году победоносно дошла до верховьев Дона и своей артиллерией оказала огромную помощь казакам при изгнании большевиков с Дона, в результате чего вся протяжённость речной линии была очищена от войск Красной армии.
В мае этого года прошла ещё одна реорганизация, в результате которой число дивизионов возросло до восьми.
9 мая флотилия была переименована в «Морские и речные силы Дона», которые состояли из морского департамента, речного департамента и транспортной флотилии. Сами силы вошли в состав в речных сил Юга России и целиком подчинялись Черноморскому флоту и Военно-Морскому управлению Вооружённых сил Юга России (ВСЮР). Морская тяжёлая артиллерия была развёрнута в отдельный корпус.
Вскоре Донская транспортная флотилия получила независимость.
Весной 1919 года началось всеобщее наступление ВСЮР на север, Военно-Морскому управлению ВСЮР пришлось перенести свою деятельность за пределы Дона и распространиться по всему югу России.
Часть экипажей и некоторые суда были переправлены на реки Волгу и Днепр, где послужили основой для формирования нового речного флота. Другая часть морских и речных судов входила в состав Департамента судов специального назначения, действовавших у побережья Азовского моря и базировалась в устье Дона и Таганрогском заливе.